# Gãy xương ở trẻ em
Gãy xương ở trẻ em hoặc gãy xương trẻ em là một tình trạng bệnh lý trong đó xương của một đứa trẻ (một người dưới 18 tuổi) bị nứt hoặc gãy. Khoảng 15% thương tích ở trẻ em là chấn thương do gãy xương. Gãy xương ở trẻ em khác với gãy xương ở người lớn vì xương của trẻ em vẫn đang phát triển. Ngoài ra, cần cân nhắc nhiều hơn khi trẻ bị gãy xương vì nó sẽ ảnh hưởng đến sự phát triển của trẻ.

## Gãy xương xảy ra trong các trường hợp nào
Trên cơ sở hàng ngày, xương sẽ hỗ trợ nhiều loại lực tự nhiên được áp dụng cho chúng, nhưng khi lực quá mạnh thì xương sẽ gãy. Ví dụ, khi một thanh thiếu niên nhảy ra khỏi tấm bạt lò xo và đặt chân lên xương và mô liên kết ở chân của vị thành niên thường sẽ hấp thụ lực, uốn cong, sau đó trở về hình dạng ban đầu của chúng. Tuy nhiên, nếu vùng đất va chạm quá cứng và lực va chạm quá mạnh, xương và mô liên kết sẽ không thể hỗ trợ lực và sẽ bị nứt gãy.

## Sự khác biệt giữa xương trẻ em và người lớn
Có sự khác biệt trong cấu trúc xương của một đứa trẻ và một người lớn. Những khác biệt này rất quan trọng đối với việc đánh giá và xử lý chính xác các trường hợp nứt gãy. Xương của trẻ lành nhanh hơn người lớn vì màng xơ dày đặc, mạnh hơn và hoạt động mạnh hơn (màng xương) bao phủ bề mặt xương của chúng. [5] Màng xương có mạch máu cung cấp oxy và dinh dưỡng cho các tế bào xương. Lớp xương chậu mạnh hơn và dày hơn ở trẻ em đã tạo ra nguồn cung cấp oxy và chất dinh dưỡng tốt hơn cho xương, và điều này giúp cải thiện xương bị gãy. Màng xơ ở trẻ em gây ra sự kết hợp nhanh hơn của xương bị gãy và tăng khả năng tu bổ. Gãy xương trẻ em không chỉ có thời gian chữa lành nhanh hơn, mà còn có tỷ lệ giảm đáng kể do độ dày và sức mạnh của periosteum của trẻ. Nhưng độ dày này cũng có nhược điểm của nó; khi có một sự dịch chuyển nhỏ trong màng bụng, độ dày và sức mạnh của nó sẽ làm cho gãy xương trong màng bụng khó chẩn đoán hơn.